# Judo-Afrikameisterschaften 2019
Die Judo-Afrikameisterschaften 2019 fanden vom 25. bis 27. April 2019 im südafrikanischen Kapstadt statt.

## Ergebnisse

### Männer
| Gewichtsklasse                 | Gold                 | Silber                   | Bronze                                   |
| ------------------------------ | -------------------- | ------------------------ | ---------------------------------------- |
| Superleichtgewicht (bis 60 kg) | Fraj Dhouibi         | Bernadin Tsala Tsala     | Younes Saddiki Salim Rabahi              |
| Halbleichtgewicht (bis 66 kg)  | Mohamed Abdelmawgoud | Imad Bassou              | Diogo César Ahmed Abdelrahman            |
| Leichtgewicht (bis 73 kg)      | Fethi Nourine        | Mohamed Mohyeldin        | Aden-Alexandre Houssein Faye Njie        |
| Halbmittelgewicht (bis 81 kg)  | Mohamed Abdelaal     | Abdelaziz Ben Ammar      | Abdelrahman Mohamed Achraf Moutii        |
| Mittelgewicht (bis 90 kg)      | Hatem Abd el Akher   | Abderrahmane Benamadi    | Abderahmane Diao Oussama Mahmoud Snoussi |
| Halbschwergewicht (bis 100 kg) | Lyès Bouyacoub       | Ramadan Darwish          | Dominic Dugasse Seidou Nji Mouluh        |
| Schwergewicht (über 100 kg)    | Mbagnick Ndiaye      | Mohamed Sofiane Belrekaa | Mustapha Abdallaoui Mohamed-Amine Tayeb  |

### Frauen
| Gewichtsklasse                 | Gold                | Silber           | Bronze                                  |
| ------------------------------ | ------------------- | ---------------- | --------------------------------------- |
| Superleichtgewicht (bis 48 kg) | Geronay Whitebooi   | Hadjer Mecerem   | Oumaima Bedioui Priscilla Morand        |
| Halbleichtgewicht (bis 52 kg)  | Taciana Cesar       | Soumiya Iraoui   | Salimata Fofana Meriem Moussa           |
| Leichtgewicht (bis 57 kg)      | Ghofran Khelifi     | Lamiaa Alzenan   | Diassonema Mucungui Yamina Halata       |
| Halbmittelgewicht (bis 63 kg)  | Amina Belkadi       | Sofia Belattar   | Jasmine Martin Hélène Wezeu Dombeu      |
| Mittelgewicht (bis 70 kg)      | Nihel Landolsi      | Souad Bellakehal | Ayuk Otay Arrey Sophina Demos Memneloum |
| Halbschwergewicht (bis 78 kg)  | Kaouthar Ouallal    | Unelle Snyman    | Sarah Myriam Mazouz Sarra Mzougui       |
| Schwergewicht (über 78 kg)     | Nihel Cheikh Rouhou | Vanessa Mballa   | Sonia Asselah Kariman Shafik            |

## Medaillenspiegel
| Platz | Nation         | Gold | Silber | Bronze | Gesamt |
| ----- | -------------- | ---- | ------ | ------ | ------ |
| 1.    | Algerien       | 4    | 4      | 5      | 13     |
| 2.    | Tunesien       | 4    | 1      | 3      | 8      |
| 3.    | Ägypten        | 3    | 3      | 4      | 10     |
| 4.    | Südafrika      | 1    | 1      | 1      | 3      |
| 5.    | Guinea-Bissau  | 1    | 0      | 1      | 2      |
| 5.    | Senegal        | 1    | 0      | 1      | 2      |
| 7.    | Marokko        | 0    | 3      | 2      | 5      |
| 8.    | Kamerun        | 0    | 2      | 3      | 5      |
| 9.    | Angola         | 0    | 0      | 1      | 1      |
| 9.    | Dschibuti      | 0    | 0      | 1      | 1      |
| 9.    | Elfenbeinküste | 0    | 0      | 1      | 1      |
| 9.    | Gabun          | 0    | 0      | 1      | 1      |
| 9.    | Gambia         | 0    | 0      | 1      | 1      |
| 9.    | Mauritius      | 0    | 0      | 1      | 1      |
| 9.    | Seychellen     | 0    | 0      | 1      | 1      |
| 9.    | Tschad         | 0    | 0      | 1      | 1      |